# 一人じゃとても歩けない世界の上で
「一人じゃとても歩けない世界の上で」（ひとりじゃとてもあるけないせかいのうえで）は、2006年6月7日にリリースされたCHARCOAL FILTERの14枚目のシングル。
music video監督 山根真樹

## 概要
- 前作から約2年振り、日本クラウンに移籍して初めてのシングル。シングルとしてはこの作品が最後となった。
- 「一人じゃとても歩けない世界の上で」は、日本テレビ系「女優魂」エンディングテーマ。

## 収録曲
1. 一人じゃとても歩けない世界の上で
2. もっと
3. ありがとう

### クレジット
- 作詞：大塚雄三（全曲）　安井佑輝（#3）
- 作曲：安井佑輝（#1, 3）　CHARCOAL FILTER（#2）　大塚雄三（#3）
- 編曲：CHARCOAL FILTER（全曲）

## 収録アルバム
- Everything you know is wrong (#1)

※「もっと」「ありがとう」は、アルバム未収録。